# Frankliniella aurea
Frankliniella aurea är en insektsart som beskrevs av Dudley Moulton 1948. Frankliniella aurea ingår i släktet Frankliniella och familjen smaltripsar. Inga underarter finns listade i Catalogue of Life.